# 劳尔·梅雷莱斯
劳尔·荷西·特林达德·梅雷莱斯（葡萄牙語：Raul José Trindade Meireles，1983年3月17日—），葡萄牙足球运动员，出生於波尔图。

## 生平

### 球會
美利拉斯於2010年夏天轉會市場以1,400萬歐元加盟利物浦。他加盟的上半季表現平庸，直到利物浦名宿杜格利殊重新執教後，美利拉斯漸漸適應英超，於2011年1月16日的默西賽德郡打吡中射入加盟利物浦的第一個入球，之後連續在對陣狼隊、史篤城、車路士和韋根的賽事取得入球。
2011年8月31日，美利拉斯向利物浦提出轉會申請，最終以1,500萬英鎊加盟車路士。
2012年4月4日，在歐冠盃八強對陣賓菲加的賽事中，美利拉斯在92分鐘打入致勝一球，協助球隊以2-1擊敗對手，進入四強。
2012年9月4日，車路士在其官網宣佈葡萄牙中場魯爾梅利斯以800萬鎊加盟土超班霸費倫巴治。。

### 國家隊
他在2008年欧锦赛第一場分組賽中取得一個入球，助葡萄牙國家隊以2-0獲勝。

### 榮譽

#### 波圖
- 葡超冠軍: 2005–06, 2006–07, 2007–08, 2008–09
- 葡萄牙盃冠軍: 2006, 2009, 2010
- 葡萄牙超級盃冠軍: 2004, 2006, 2009, 2010
- 洲際盃（豐田盃）冠軍﹕2004

#### 車路士
- 英格蘭足總盃冠軍: 2012
- 歐冠盃冠軍: 2012

#### 費倫巴治
- 土耳其盃冠軍: 2013
- 土超冠軍: 2013-14

#### 國家隊
- U-16歐洲足球錦標賽冠軍: 2000